# Raión de Vínnytsia
Raión de Vínnytsia (en ucraniano: Вінницький район) es un raión o distrito de Ucrania en el óblast de Vínnytsia. La capital es la ciudad de Vínnytsia.
Comprende una superficie de 6 903,55 km².

## Demografía
Según estimación 2021 contaba con una población total de 651642 habitantes.

## Otros datos
El código KOATUU es 520600000. El código postal 23201 y el prefijo telefónico +380 432.